# Корбала (Виноградовский район)
Ко́рбала — деревня в Виноградовском районе Архангельской области России. Входит в состав Виноградовского муниципального округа. С 2004 по 2021 год входила в состав Осиновского сельского поселения, хотя, первоначально, планировалось создать Конецгорское сельское поселение.

## География
От правого берега Северной Двины Корбалу отделяют Корбальский Полой (Двинская Курья) и Корбальский остров. Фактически Корбала состоит из двух деревень: Сутугинская и Максимовская. До Архангельска по реке — 325 км и 19 километров до Березника. Ниже Корбалы по течению Северной Двины располагается деревня Гусево (Лешутинская) и шиленьгская деревня Прилук, а выше — село Ростовское. На левом берегу Северной Двины находится деревня Наволок, а севернее Корбалы берёт начало приток Нондруса Маньшева.
Через Корбалу проходит автотрасса Усть-Ваеньга — Осиново — Шиленьга — Корбала — Ростовское — Конецгорье — Рочегда — Кургомень — Топса — Сергеевская — Сельменьга — Борок — Фалюки.

## История
К 1462–1470 годам Корбала считалась землёй «князя великого на Двине». Корболской остров и Кирьи горы упоминаются в Духовной грамоте великого князя Ивана III Васильевича, 1504 г. Однако, Зарубин Л. А. считает, что уже в начале XIV века (1315—1322 гг.) Кирьи горы и ряд других волостей «Важеской области» были не новгородскими (боярщины), а ростовскими (ростовщины). В дальнейшем, Корбала входила в состав Подвинского стана. В 1619 году Корбальская волость была в Подвинской четверти, чети (Подвинское четвертное правление) Важского уезда. С 1708 года — в Архангелогородской губернии. В 1871 году в Шенкурском уезде из Усть-Важской волости (удельного приказа) была выделена Ростовская волость, в состав которой входило Корбальское общество.
В 1918—1919 годах Корбала была занята союзными войсками интервентов и белых.
В 1926 году Ростовская волость была упразднена, а Корбала вошла в состав Кургоминской волости.
С 1930 года Корбала находилась в составе Конецгорского сельсовета. С 2004 года по 2021 года входила в состав Осиновского сельского поселения (муниципального образования).

## Население
| 2002 | 2010 | 2012 |
| ---- | ---- | ---- |
| 12   | ↘4   | →4   |

Численность населения деревни, по данным Всероссийской переписи населения 2010 года, составляла 4 человека. На 1.01.2010 в деревне проживало 5 человек. По переписи 1920 года в обществе проживало 426 человек обоего пола (Ивановская (Шитиковщина) — 47 чел., Корбальский погост — 6 чел., Лешутинское (Гусево) — 120 чел., Максимовская — 106 чел., Петровская (Середа) — 31 чел., Семёновское (На Мошках) — 58 чел., Сутугинская (Нижний Конец) — 58 чел). В 1888 году в 7 деревнях Корбальского прихода проживало 749 душ обоего пола.

## Этимология
Название Корбала, очевидно чудского происхождения. Формант «ла» в финских языках обозначает принадлежность какой-либо местности отдельному человеку или целому роду, а «корьб» в вепсском значит «глухой лес, чаща, тайга», «корби» в карельском — чаща, труднопроходимый сырой лес, откуда рус. «корба».

## Карты
- Топографическая карта P-38-39,40. (Лист Рочегда)
- Корбала и Гусево на Wikimapia
- Корбала. Публичная кадастровая карта